# Brachymeria africa
Brachymeria africa är en stekelart som beskrevs av Masi 1929. Brachymeria africa ingår i släktet Brachymeria och familjen bredlårsteklar.
Artens utbredningsområde är Somalia. Inga underarter finns listade.